# O-o-h Child
Clip vidéo
[vidéo] « O-o-h Child (audio) », sur YouTube
O-o-h Child est une chanson du groupe vocal noir américain Five Stairsteps, originellement composé de cinq frères et sœurs Burke.
Publiée en single sous le label Buddah Records en avril 1970, cette chanson des Five Stairsteps a atteint la 8e place du Hot 100 du magazine musical américain Billboard, passant en tout 16 semaines dans le chart. La chanson est initilalement parue sur la face B de leur single Dear Prudence paru plus tôt dans la même année et elle est aussi incluse dans leur album studio intitulé Stairsteps.
En 2004, Rolling Stone a classé cette chanson, dans la version originale des Five Stairsteps, 392e sur sa liste des « 500 plus grandes chansons de tous les temps ». En 2010, le magazine rock américain a mis à jour sa liste, maintenant la chanson est 402e.

## Composition
La chanson a été écrite et l'enregistrement des Five Stairsteps a été produit par Stan Vincent.

## Anecdote
La chanson apparaît dans le film Boyz N The Hood, sorti en 1991 et, plus récemment, dans Les Gardiens de la Galaxie, sorti en 2014.